# Grinderman
Grinderman — рок-группа, основанная в 2006 году в Лондоне участниками группы Nick Cave and the Bad Seeds. Коллектив позиционировался как сайд-проект основной группы и поначалу был известен как Mini Seeds. Целью участников было отдохнуть от сложного многогранного звучания The Bad Seeds; они выпустили два альбома в стиле гаражного нойз-рока (буквально: шумного рока), названные просто Grinderman (2007) и Grinderman 2 (2010). Проект был положительно встречен критиками, но просуществовал недолго: в 2011 году музыканты расформировали Grinderman и сконцентрировались на записи нового материала для Nick Cave and the Bad Seeds.

## 2006−2008
После продолжительных гастролей в поддержку двойного альбома Bad Seeds Abattoir Blues/The Lyre of Orpheus лидер группы Ник Кейв начал сочинять песни на гитаре — инструменте, на котором он очень редко играл. В итоге получилось сырое звучание, напоминающее ранний пост-панковый альбом Bad Seeds From Her to Eternity. Вместе с гитаристом Уорреном Эллисом, басистом Мартином Кейси и ударником Джимом Склавуносом Кейв сформировал коллектив Grinderman, который приступил к записи дебютного альбома в Metropolis Studios и RAK Studios в Лондоне. Во время сессий группы была сыграна песня американского блюзмена Мемфис Слима «Grinder Man Blues», которая и дала название коллективу.
Первый сингл «Get It On» вышел 8 января 2007 года, второй — «No Pussy Blues» 19 февраля. В марте была выпущена первая долгоиграющая запись Grinderman, которая была очень позитивно встречена критиками за грубую энергию, похожую на звучание первой группы Ника The Birthday Party. Третий сингл с Grinderman «(I Don’t Need You To) Set Me Free» вышел 30 апреля. Группа дала ряд выступлений, в том числе на ночных музыкальных шоу «Later… with Jools Holland» и «Late Show with David Letterman». 24 июля 2007 года в Медисон-сквер-гарден состоялся уникальный совместный концерт Grinderman и The White Stripes. В 2008 году коллектив был одним из хедлайнеров фестиваля в Роскилле, который принимал таких музыкантов как Нил Янг и Radiohead. Группа также записала две новые песни «Dream (Song for Finn)» и «Song for Frank» специально для фильма Вима Вендерса «Съёмки в Палермо», а также совместную песню «Just Like a King» с блюзменом Seasick Steve для альбома последнего I Started Out with Nothin and I Still Got Most of It Left.

## 2009−2011

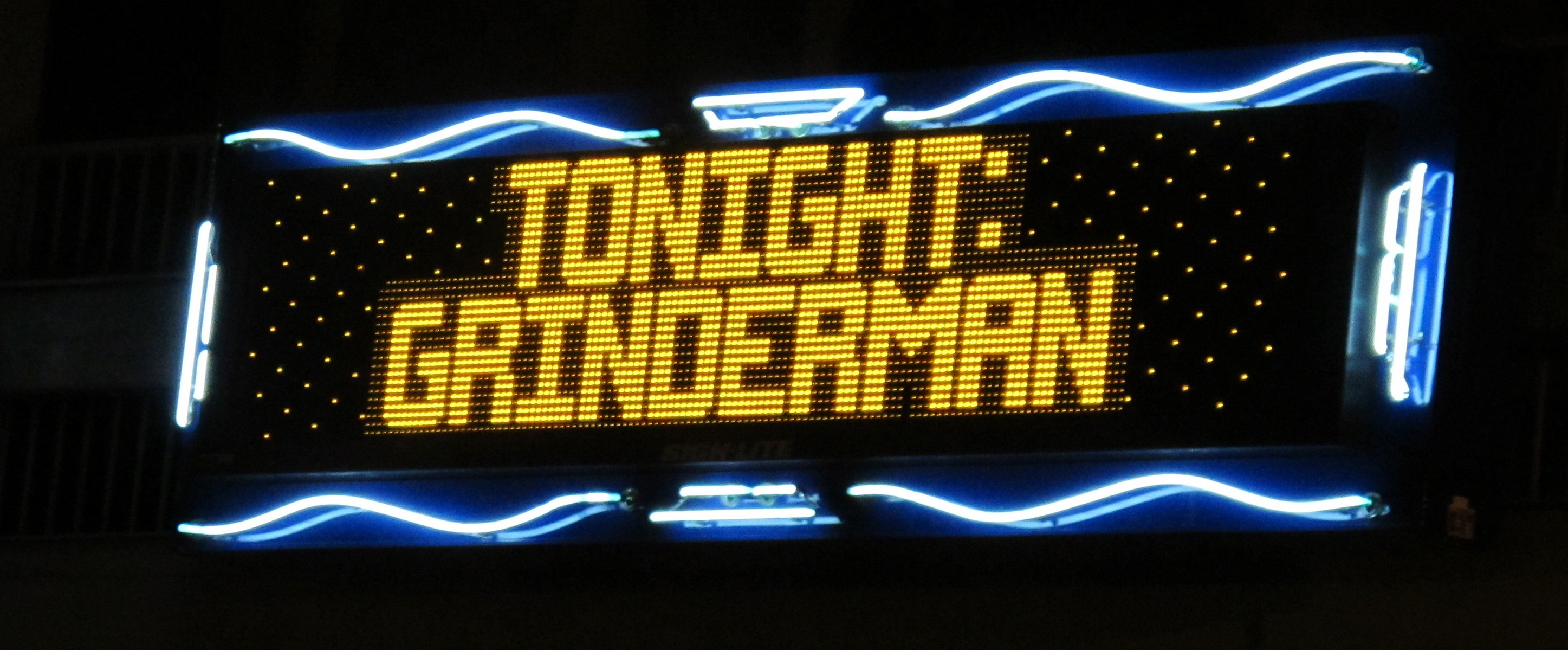
Рекламный щит концерта Grinderman

Деятельность Grinderman была временно приостановлена для выпуска альбома Bad Seeds Dig, Lazarus, Dig!. После летнего тура в поддержку записи Кейв объявил о начале работы над вторым альбомом Grinderman, который он описал как психоделический стоунер-рок. Музыкант также добавил, что собирается сделать по-настоящему серьёзный альбом и его не интересует коммерческая окупаемость. Grinderman 2 вышел в начале сентября 2010 года. Первый сингл «Heathen Child» вышел 6 числа, сразу за альбомом. Появилось несколько видеоклипов, снятых давним другом Bad Seeds Джоном Хиллкоутом.
После гастролей, включающих концерты в Великобритании, Швейцарии, Италии, Словении и Северной Америке, Ник Кейв объявил о роспуске Grinderman. 11 декабря 2011 года на фестивале Meredith Music Festival в Австралии лидер группы обратился к своим поклонникам:
«Вот и всё, Grinderman больше нет. Увидимся через десять лет, когда мы станем ещё старше и ещё уродливее.» Позднее, в декабре 2011 года Джим Склавунос сказал следующее: «Мы закончили с тем, что мы должны были сделать как Grinderman, и настало время двигаться дальше, как Nick Cave and the Bad Seeds.»

## Дискография
Студийные альбомы
- Grinderman (2007)
- Grinderman 2 (2010)

Альбомы ремиксов
- Grinderman 2 RMX (2012)

Синглы
- «Get It On» (2007)
- «No Pussy Blues» (2007)
- «(I Don’t Need You To) Set Me Free» (2007)
- «Heathen Child» (2010)
- «Worm Tamer» (2010)
- «Palaces of Montezuma» (2011)
- «Mickey Mouse and the Goodbye Man» (2011)

## Состав
- Ник Кейв — вокал, гитара, орган, фортепиано
- Уоррен Эллис — тенор-гитара, электрическая мандолина, скрипка, альт, гитара, бэк-вокал
- Мартин Кейси — бас-гитара, гитара, бэк-вокал
- Джим Склавунос — ударные, перкуссия, бэк-вокал